# 무라우군

무라우군의 위치

무라우군(독일어: Bezirk Murau)은 오스트리아 슈타이어마르크주에 위치한 군으로 행정 중심지는 무라우이며 면적은 1,385.48km2, 인구는 27,314명(2023년 기준), 인구 밀도는 20명/km2이다. 북쪽으로는 리첸군, 동쪽으로는 무르탈군, 남쪽으로는 케른텐주 장크트파이트안데어글란군, 남서쪽으로는 케른텐주 슈피탈안데어드라우군, 펠트키르헨군, 서쪽으로는 잘츠부르크주 탐스베크군과 접한다.

## 하위 행정 구역
2개 도시, 5개 시장도시, 7개 일반 시를 관할한다.
- 도시
  - 무라우(Murau)
  - 오버뵐츠(Oberwölz)
- 시장도시
  - 뮐렌(Mühlen)
  - 노이마르크트인데어슈타이어마르크(Neumarkt in der Steiermark)
  - 장크트람브레히트(Sankt Lambrecht)
  - 장크트암카머스베르크(St. Peter am Kammersberg)
  - 샤이플링(Scheifling)
- 일반 시
  - 크라카우(Krakau)
  - 니더뵐츠(Niederwölz)
  - 란텐(Ranten)
  - 장크트게오르겐암크라이슈베르크(Sankt Georgen am Kreischberg)
  - 쇠더(Schöder)
  - 슈타들프레들리츠(Stadl-Predlitz)
  - 토이펜바흐카치(Teufenbach-Katsch)